# Loxoblemmus abotus
Loxoblemmus abotus är en insektsart som beskrevs av Wang, Yuwen 1992. Loxoblemmus abotus ingår i släktet Loxoblemmus och familjen syrsor. Inga underarter finns listade i Catalogue of Life.